# Mazeppa (Minnesota)
Mazeppa es una ciudad ubicada en el condado de Wabasha en el estado estadounidense de Minnesota. En el Censo de 2010 tenía una población de 842 habitantes y una densidad poblacional de 299,35 personas por km².

## Geografía
Mazeppa se encuentra ubicada en las coordenadas 44°16′25″N 92°32′25″O / 44.27361, -92.54028. Según la Oficina del Censo de los Estados Unidos, Mazeppa tiene una superficie total de 2.81 km², de la cual 2.81 km² corresponden a tierra firme y (0%) 0 km² es agua.

## Demografía
Según el censo de 2010, había 842 personas residiendo en Mazeppa. La densidad de población era de 299,35 hab./km². De los 842 habitantes, Mazeppa estaba compuesto por el 96.32% blancos, el 1.19% eran afroamericanos, el 0.59% eran amerindios, el 0.59% eran asiáticos, el 0% eran isleños del Pacífico, el 0.59% eran de otras razas y el 0.71% pertenecían a dos o más razas. Del total de la población el 1.19% eran hispanos o latinos de cualquier raza.